# めぶき証券
めぶき証券株式会社（めぶきしょうけん）は、茨城県水戸市に本店を置く証券会社である。めぶきフィナンシャルグループの完全子会社。

## 概要
常陽銀行において取扱っていた投資信託に加え、現物株式など銀行では取扱えない商品のラインナップ拡充のために2007年（平成19年）11月30日に設立され、翌年5月12日より茨城県水戸市で営業を開始した。
同行の地盤である茨城県内に支店を設置する他、同行の支店においても金融商品の仲介を行っている。対面での営業スタイルを重視する観点からインターネットによる取引は行われていない。

## 沿革
- 2007年（平成19年）11月30日 - 茨城県水戸市にて常陽証券株式会社設立。
- 2008年（平成20年）
  - 5月12日 - 茨城県水戸市にて営業開始。
  - 10月30日 - 茨城県つくば市につくば支店開設。
- 2010年（平成22年）2月15日 - 茨城県日立市に水戸支店日立駐在事務所開設。
- 2016年（平成28年）10月1日 - 株式交換により常陽銀行を完全子会社とした「足利ホールディングス」が商号変更し、株式会社めぶきフィナンシャルグループが発足。常陽証券株式会社は、めぶきフィナンシャルグループの孫会社となる。
- 2017年（平成29年）
  - 4月3日 - めぶき証券株式会社に商号変更。
  - 10月2日 - めぶきフィナンシャルグループの直接子会社となる。
  - 同上 - 栃木県宇都宮市に宇都宮支店開設。

- 2022年（令和4年）7月1日 -   栃木県足利市に宇都宮支店足利駐在事務所開設。

## 営業拠点
- 水戸支店：水戸市南町三丁目4番12号
  - 水戸支店日立駐在事務所：日立市助川町一丁目9番1号（常陽銀行日立支店内）
  - 水戸支店鹿島駐在事務所：鹿嶋市宮中一丁目10番12号（常陽銀行鹿島支店内）
- つくば支店：つくば市吾妻一丁目14番地2（常陽つくばビル3階）
  - つくば支店下館駐在事務所：筑西市丙370番地（常陽銀行下館支店内）
- 宇都宮支店：宇都宮市馬場通り一丁目1番1号 シティタワー宇都宮2階（足利銀行宇都宮支店内）
  - 宇都宮支店足利駐在事務所：足利市田中町31-8 （足利銀行足利支店内）
- 営業統括部法人営業グループ：水戸市南町三丁目4番12号（水戸支店内）

## 取扱い商品
国内株式、IPO（新規公開株式）、PO（公募、売出し）、国内ETF（上場投資信託）、REIT（不動産投資信託）、外国債券、国内債券、投資信託、外貨MMF、仕組債